# Cerro Coquito
Cerro Coquito är en ort i Mexiko.   Den ligger i kommunen San Juan Lalana och delstaten Oaxaca, i den sydöstra delen av landet, 400 km sydost om huvudstaden Mexico City. Cerro Coquito ligger 223 meter över havet och antalet invånare är 179.
Terrängen runt Cerro Coquito är kuperad åt sydväst, men åt nordost är den platt. Runt Cerro Coquito är det glesbefolkat, med 12 invånare per kvadratkilometer. Närmaste större samhälle är Arroyo Blanco, 2,5 km väster om Cerro Coquito. I omgivningarna runt Cerro Coquito växer huvudsakligen savannskog.